# Château de Fornex
Le château de Fornex est situé à Fornex, dans le département de l'Ariège et en région Occitanie.

## Situation
Le monument se trouve dans l'arrondissement de Saint-Girons et dans la communauté de communes Arize Lèze.

## Historique
Le château est la résidence principale de la famille de Foix-Rabat et fait partie d'une section quadrilatérale, qui est confinée dans quatre tours circulaires, dont deux sont détruites et entourées d'une tranchée. Il remonte au XVe siècle et montre des traces de modifications au cours des deux siècles suivants, parmi lesquelles des sculptures gothiques tardives et de la Renaissance.
Entre la Révolution française et le XIXe siècle, les ailes nord et ouest ont été détruites et modifiées. Cet édifice est un exemple intéressant de château résidentiel des XVe siècle et XVIIe siècle, héritant des fortifications mentionnées en 1263, dont certaines parties peuvent être conservées au sous-sol. Dans la transformation ultérieure, avec la construction de tours d'angle massives et le percement des bouches de feu, la caractéristique défensive a été maintenue.

## Description
Les façades et les toitures, le passage voûté d'ogives dans l'aile nord-est et la salle voûtée au-dessus de ce passage, la salle dite chapelle du premier étage de la tour nord-est, la tour d'escalier du château, ainsi que le sol des parcelles d'assiette pouvant contenir des vestiges archéologiques situés sur les parcelles A 741, 743 et 782 sont inscrits au titre des monuments historiques par arrêté du 5 décembre 2007.